# 岡崎市民駅伝競走大会
岡崎市民駅伝競走大会（おかざきしみんえきでんきょうそうたいかい）は、毎年1月中旬に愛知県岡崎市で開催される駅伝大会。1950年（昭和25年）から続く同市の伝統行事であり、一般部門のほかに、市内のすべての市立中学校と高校が競い合う学生部門がある。

## 概要・沿革
1950年（昭和25年）1月、第1回の駅伝大会が開催される。大会名は「市内一周冬季耐寒駅伝大会」。当時のコースは、籠田公園前スタート→モダン通り北上→伊賀町→愛知県道39号岡崎足助線南下→国鉄岡崎駅→大平町→洞町→伝馬通り西進→康生北交差点左折→国道1号交差点左折→市役所玄関前ゴールであった。1951年（昭和26年）1月24日開催の第2回大会から市役所前スタートに変更される。
1953年（昭和28年）2月15日開催の第4回大会のコースは以下のとおり。市役所前→岩津町役場→矢作橋東→国鉄岡崎駅→美合駅→市役所前（5区間、27.2キロ）。
1973年（昭和48年）1月21日開催の第24回大会は完全往復のコース。愛知県岡崎総合運動場→滝町→大井野町→岩中町→須淵町→茅原沢町→生平町（以下、折り返し）。
1975年（昭和50年）1月19日開催の第26回大会のコースは以下のとおり。愛知県岡崎総合運動場→稲熊町→箱柳町→田口町→板田町→岩中町→大井野町→米河内町→滝町→愛知県岡崎総合運動場。
その後1980年代に現行の約30kmのコースとなる。起終点は岡崎市体育館のある六名公園運動場。

### 1990年代以降
六名公園の貯留池設置工事をきっかけとして1993年（平成5年）の第44回大会から起終点が岡崎中央総合公園入り口に変わった。
「中学校男子の部」「高校男子の部」「一般男子の部」の3部門制がしばらく続いたが、1999年（平成11年）の第50回記念大会から「中学校女子の部」「高校女子の部」が新設された。2006年（平成18年）には「一般女子の部」が加わった。高校女子と一般女子のみ起点が異なり、渡町のライフコサージュ岡崎からスタートする。
2009年（平成21年）1月18日に行われた第60回大会では、開催2日前に岡崎市民会館で有森裕子を招いた記念祭が開かれた。

### 2010年代以降
2010年（平成22年）の第61回大会では史上2校目となる男女アベック優勝を竜海中学校が達成。なお、男女ともAチーム、Bチームの中でも優勝し完全優勝。小境基生監督は矢作中学校指導に続き2校目の男女アベック優勝達成となる。また、岡崎市とゆかりのまち提携を結んでいる茅ヶ崎市の市役所陸上部がオープン参加した。
大規模な交通規制をする都合上、運営側は「先頭走者が中継所を通過してから15分遅れたチームについては、各中継所審判役員の裁定で次の走者を出発させる」というルールを設けている。近年、強豪チームの出場により高速レース化し、繰り上げスタートが100チーム以上となっていたことから、2014年（平成26年）から一般男子を2部制に分けた。前年40位までに入ったチームと出場選手の持ちタイムが良いチームは従来のコース（29.9キロ）である「一般男子Ⅰ部」とし、そのほかを短縮コース（25.0キロ、渡橋経由）の「一般男子Ⅱ部」とした。ところが優秀なチームが高順位をねらってⅡ部に参加しているため、繰り上げの基準となる先頭走者は常にⅡ部のチームとなる障害があらわれた。
2016年（平成28年）1月17日に行われた第67回大会は前年より32チーム増え、311チームが参加した。
2017年（平成29年）1月15日開催予定の第68回大会は、前日から降り続いた雪のため中止。大会中止は初めてのこととなった。「白タスキ」チーム増加の問題を解消するために、同大会から「一般男子Ⅱ部」「高校女子の部」「一般女子の部」のスタート地点は渡橋南堤防道路三叉路に変わった。中継所も岡崎工業高校前が羽根小学校運動場に変わった。
2018年（平成30年）1月21日に行われた第69回大会は、324チームが参加。学生部門の優勝チームは「中学校男子の部」が竜海中学校A、「中学校女子の部」が六ツ美北中学校A、「高校男子の部」が岡崎城西高校・質、「高校女子の部」が光ヶ丘女子高校Aであった。なお、光ヶ丘女子高等学校の陸上部は2017年12月24日に開催された全国高等学校駅伝競走大会に初出場し11位を記録している。
2019年（平成31年）1月20日に行われた第70回大会は、過去最多となる331チームが参加した。
2020年（令和2年）1月19日に行われた第71回大会は327チームが参加。「中学校女子の部」は、前年12月の第68回愛知県中学校駅伝大会で初優勝を果たした六ツ美北中学校Aが優勝した。閉会式後には同中学校駅伝部の祝賀会が開かれた。

## コース・チーム編成

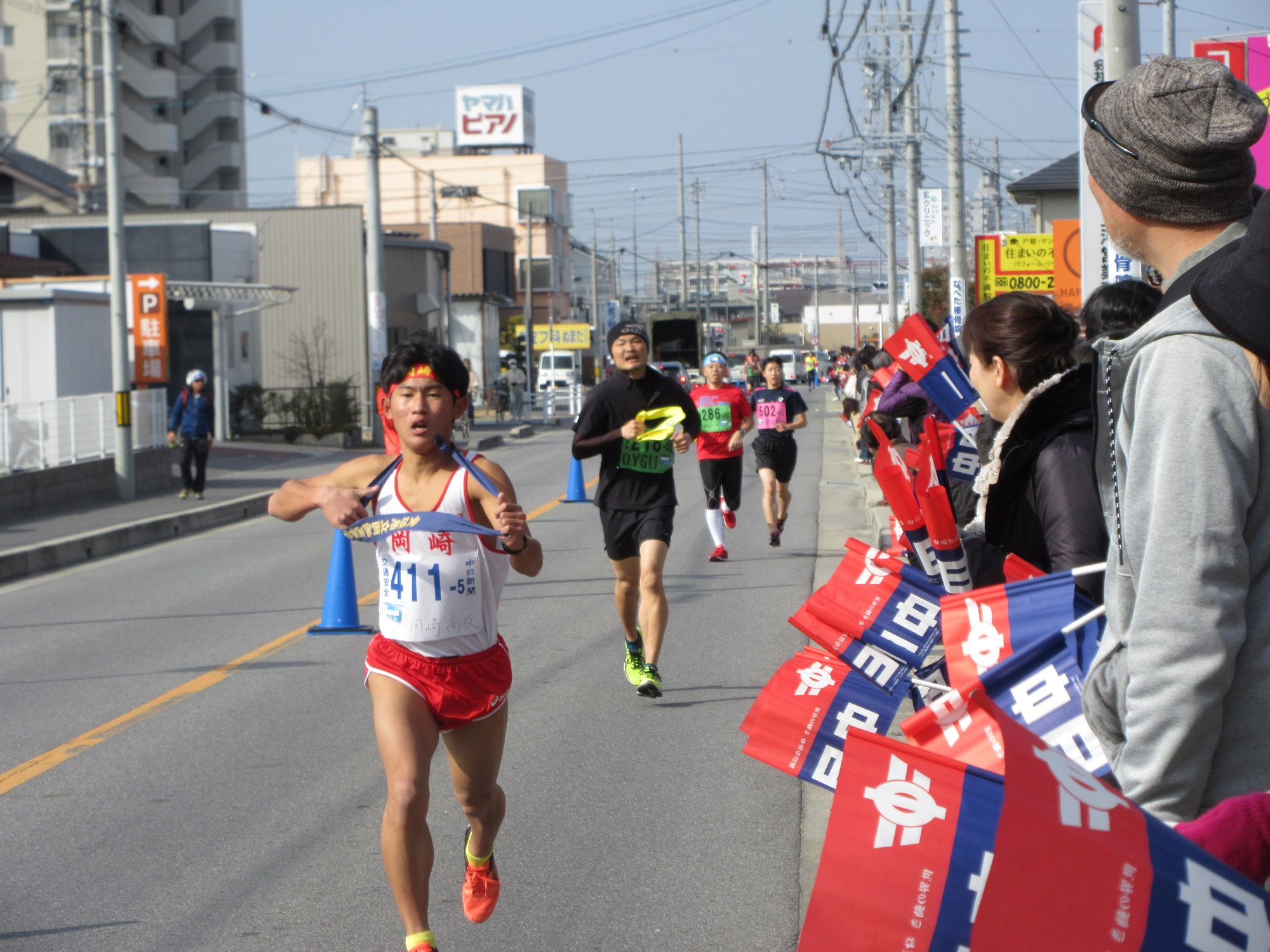
大会当日、中日新聞社の旗が沿道の応援者に配られる。

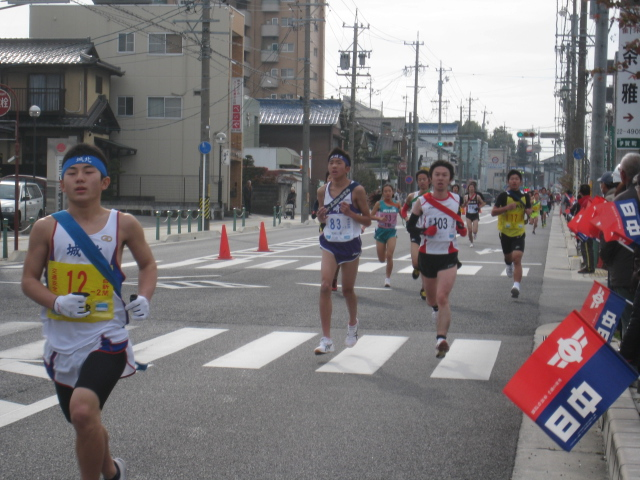
モダン道路（六供町）

「中学校男子の部」「中学校女子の部」「高校男子の部」「一般男子Ⅰ部」は10時スタート。「一般女子の部」は10時35分スタート。「高校女子の部」は10時36分スタート。「一般男子Ⅱ部」は10時37分スタート。「一般男子Ⅱ部」の女子選手の参加は1名のみとし、出走区間は自由とする。
以下は2020年（令和2年）の第71回大会のコース。六名雨水ポンプ場の建設工事の関係で、「岡崎市体育館南」が「六名公園運動場」に変わった。

### 中学男子の部
| 区間 | 距離   | 起点                       | 終点                       |
| ---- | ------ | -------------------------- | -------------------------- |
| 1区  | 4.0km  | 中央総合公園モニュメント前 | 石垣新聞店前               |
| 2区  | 2.2km  | 石垣新聞店前               | 備長扇屋北岡崎店前         |
| 3区  | 3.4km  | 備長扇屋北岡崎店前         | 矢作神社下                 |
| 4区  | 3.1km  | 矢作神社下                 | 渡橋南堤防道路三叉路       |
| 5区  | 3.2km  | 渡橋南堤防道路三叉路       | 大聖寺上堤防道路           |
| 6区  | 4.0km  | 大聖寺上堤防道路           | 六名公園運動場             |
| 7区  | 2.3km  | 六名公園運動場             | 羽根小学校                 |
| 8区  | 4.3km  | 羽根小学校                 | 美合小学校                 |
| 9区  | 3.4km  | 美合小学校                 | 中央総合公園モニュメント前 |
| 計   | 29.9km |                            |                            |

### 高校男子の部、一般男子Ⅰ部
| 区間 | 距離   | 起点                       | 終点                       |
| ---- | ------ | -------------------------- | -------------------------- |
| 1区  | 6.2km  | 中央総合公園モニュメント前 | 備長扇屋北岡崎店前         |
| 2区  | 3.4km  | 備長扇屋北岡崎店前         | 矢作神社下                 |
| 3区  | 6.3km  | 矢作神社下                 | 大聖寺上堤防道路           |
| 4区  | 4.0km  | 大聖寺上堤防道路           | 六名公園運動場             |
| 5区  | 2.3km  | 六名公園運動場             | 羽根小学校                 |
| 6区  | 7.7km  | 羽根小学校前               | 中央総合公園モニュメント前 |
| 計   | 29.9km |                            |                            |

### 中学校女子の部
| 区間 | 距離   | 起点                       | 終点                   |
| ---- | ------ | -------------------------- | ---------------------- |
| 1区  | 2.2km  | 中央総合公園モニュメント前 | カーマホームセンター前 |
| 2区  | 1.8km  | カーマホームセンター前     | 石垣新聞店前           |
| 3区  | 2.2km  | 石垣新聞店前               | 備長扇屋北岡崎店前     |
| 4区  | 3.4km  | 備長扇屋北岡崎店前         | 矢作神社下             |
| 5区  | 2.5km  | 矢作神社下                 | 渡橋河川緑地運動場前   |
| 計   | 12.1km |                            |                        |

### 高校女子の部、一般女子の部、一般男子Ⅱ部
| 区間 | 距離   | 起点                 | 終点                       |
| ---- | ------ | -------------------- | -------------------------- |
| 1区  | 3.2km  | 渡橋河川緑地運動場前 | 大聖寺上堤防道路           |
| 2区  | 4.0km  | 大聖寺上堤防道路     | 六名公園運動場             |
| 3区  | 2.3km  | 六名公園運動場       | 羽根小学校                 |
| 4区  | 4.3km  | 羽根小学校           | 美合小学校                 |
| 5区  | 3.4km  | 美合小学校           | 中央総合公園モニュメント前 |
| 計   | 17.2km |                      |                            |

## 大会運営
- 主催

岡崎市民駅伝競走大会実行委員会、岡崎市、岡崎市教育委員会、公益財団法人岡崎市スポーツ協会、中日新聞社
- 主管

岡崎陸上競技会
- 後援

西三河陸上競技協会、岡崎葵ライオンズクラブ

## 備考
- 1949年（昭和24年）から始まった乙川殿橋下流の寒中水泳大会（河川の水質汚濁により1968年～1994年は中断）とともに岡崎の「冬の風物詩」として知られる[21]。
- 大聖寺上堤防道路中継所では、JAあいち三河が、法性寺ねぎなど地元野菜を使った豚汁を振る舞う[22][16]。